# Liogenys corumbana
Liogenys corumbana är en skalbaggsart som beskrevs av Moser 1921. Liogenys corumbana ingår i släktet Liogenys och familjen Melolonthidae. Inga underarter finns listade i Catalogue of Life.